# イェジ・ルジツキ

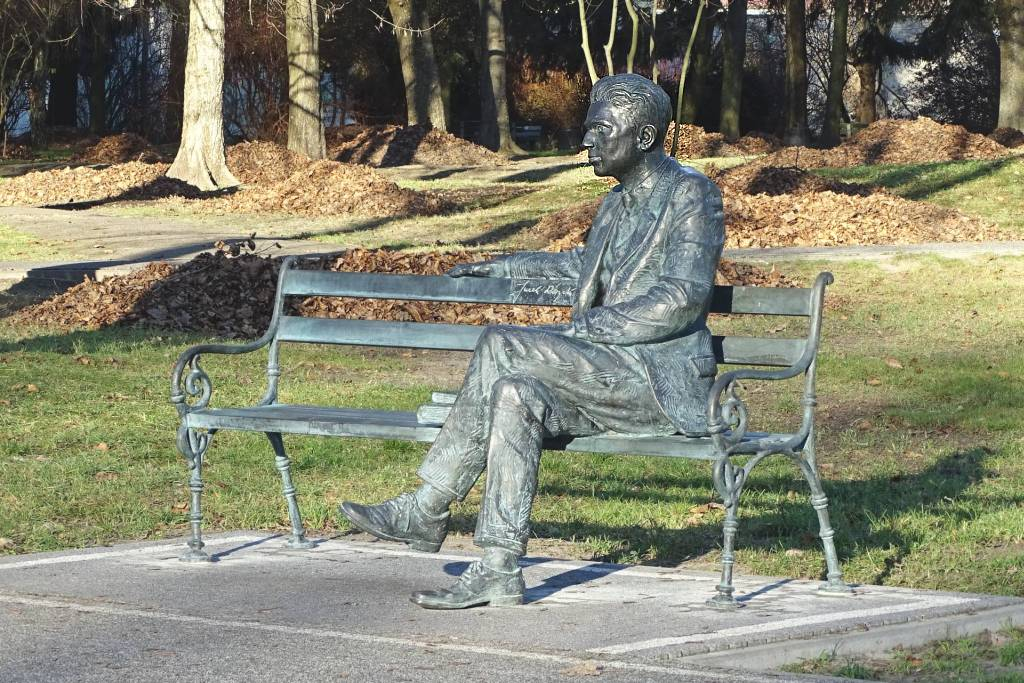
ワルシャワ近郊のビシュクフにあるイェジ・ルジツキ記念ベンチ

イェジ・ヴィトルト・ルジツキ（Jerzy Witold Różycki (発音 [ˈjɛʒɨ ruˈʒɨt͡ski] ( 音声ファイル))、1909年7月24日 - 1942年1月9日）は、ポーランドの数学者、暗号学者である。第二次世界大戦中にドイツのエニグマ暗号を初めて解読したことで知られる。

## 生涯
ルジツキは現在のウクライナ・ヴィルシャナで、薬剤師のジグムント・ルジツキ(Zygmunt Różycki)の子として生まれた。4人兄弟の末っ子だった。キエフのポーランド人学校に入学した後、1918年に一家でポーランドに移住した。1926年にビシュクフの中等教育学校を卒業した。1927年から1932年までポズナン大学数学科で数学を学び、1932年2月19日に数学の修士号を取得した。その後、1937年12月13日にポズナン大学から地理学の修士号を取得した。1929年、ワルシャワに本部を置くポーランド軍参謀本部第2部暗号局(en)がポズナン大学の近くの軍事施設で秘密の暗号学講座を開催し、ポズナン大学の20数名の数学科の学生を招待した。ドイツ語が堪能なルジツキもその1人だった。
1932年9月から1937年まで、ワルシャワのサスキ宮殿にあった暗号局で民間の暗号学者として勤務した。ポズナン大学の数学科の同窓生で暗号局の暗号学コースを修了したマリアン・レイェフスキ、ヘンリク・ジガルスキもそこに勤務していた。1932年12月にレイェフスキがドイツのエニグマ暗号機を再構築した後も、ルジツキとジガルスキも同様にエニグマ解読を情報源として利用するための方法や装置の開発を続けていた。ルジツキは時計法を発明した。これにより，機械のローターが右端にあるか，つまりキーを押すたびにローターが常に回転する位置にあるかどうかを判断することが可能になった。
1939年のポーランド消滅後、フランス南部・ユゼスに設置された諜報機関カディスに入り、ドイツやその他の枢軸国の暗号解読を行った。1942年1月9日、アルジェ郊外の支部からユゼスの本部に戻る途中、地中海のバレアレス諸島付近で乗っていた客船「ラモリシエール号」(Lamoricière)が沈没し、ルジツキを含む222人の乗客が死亡した。他の犠牲者には、ルジツキと同行していた元ポーランド暗号局ロシア課のピオトル・スモレンスキとヤン・グラリンスキ、フランス人将校のフランソワ・レーンもいた。
彼の墓は、クラクフの聖ペテロ・パウロ教会の国立パンテオンにある。

## 家族
1938年、29歳の時にルジツキはマリア・バーバラ・マイカ(Maria Barbara Mayka)と結婚した。1939年5月10日に生まれた息子のヤヌシュ・ルジツキは、ワルシャワ美術アカデミーで学び、1964年東京オリンピックにフェンシング・男子フルーレ団体で出場して銀メダルを獲得した。

## 死後の栄誉

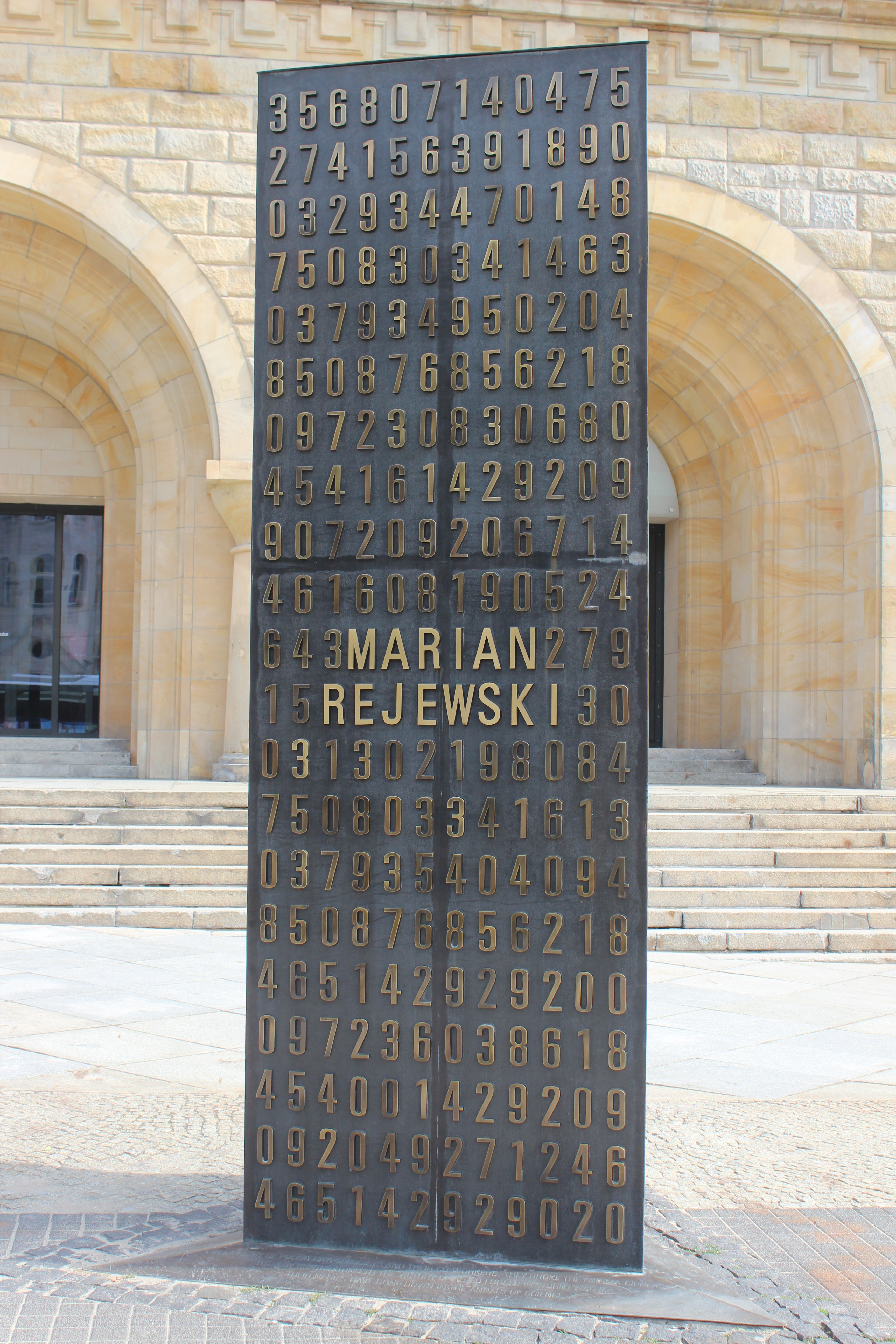
2007年にポズナン宮殿の前に建てられたレイェフスキ、ルジツキ、ジガルスキの記念碑

1980年、ポーランドにおけるエニグマ暗号の解読を描いたポーランド映画Sekret Enigmy（エニグマの秘密）に、2人の同僚とともに主人公の1人として登場した。1980年代後半にも、同じ題材のテレビドラマTajemnice Enigmy（エニグマの秘密）が放映された。
2000年2月21日、ポーランドのアレクサンデル・クファシニェフスキ大統領は、祖国への多大な貢献を讃えて、ルジツキにポーランド復興勲章大十字勲章を授与した。
2007年、ポズナン宮殿の前にドイツのエニグマ装置を復元し、エニグマ暗号を解読する方法を開発し、その後の第二次世界大戦での連合国の勝利に貢献したレイェフスキ、ルジツキ、ジガルスキの記念碑が建てられた。
2009年には、ポーランド郵便がレイェフスキ、ルジツキ、ジガルスキを描いた記念切手を発行した。
2014年、世界で初めてエニグマ暗号を解読した功績を讃えて、IEEEはレイェフスキ、ルジツキ、ジガルスキにIEEEマイルストーンを授与した。
2014年、ワルシャワのポーランド科学アカデミー数学研究所の前に、レイェフスキ、ルジツキ、ジガルスキを讃える銘板が設置された。
2018年、ルジツキが中等学校に通っていたビシュクフの町の公園に、ルジツキを記念したベンチが設置された。